# Sawangan (Paninggaran)
Sawangan is een bestuurslaag in het regentschap Pekalongan van de provincie Midden-Java, Indonesië. Sawangan telt 2150 inwoners (volkstelling 2010).